# Der schrille Klang der Freiheit
Der schrille Klang der Freiheit (Originaltitel: The House of Tomorrow) ist ein US-amerikanisches Coming-of-Age-Drama von Peter Livolsi, das am 8. April 2017 im Rahmen des San Francisco International Film Festivals seine Premiere feierte. Der Film basiert auf einem vom Leben des US-amerikanischen Architekten, Visionärs und Schriftstellers Richard Buckminster Fuller inspirierten Buch von Peter Bognanni. Im Film ist die Großmutter des 16-jährigen Sebastian (gespielt von Asa Butterfield) eine große Verehrerin von Fuller und wünscht sich, dass ihr Enkelsohn in seinem Leben die Welt so verändert wie dieser.

## Handlung
Nach dem Tod seiner Eltern ist Sebastian Prendergast bei seiner Großmutter Josephine aufgewachsen. Diese ist eine große Verehrerin des Architekten und Visionärs R. Buckminster Fuller, weshalb sie ein retro-futuristisches Haus bewohnt, das auch ein Anziehungspunkt für Touristen ist und als Fortbildungsstätte dient, wo die Philosophie des visionären Architekten verbreitet wird. Josephine will, dass ihr Enkelsohn in seinem Leben die Welt so verändert wie ihr geliebter Fuller, doch für Sebastian ist das Gebäude wie eine Art Gefängnis und die Erwartungen seiner Großmutter erdrücken ihn zunehmend. Elf Jahre lebt Sebastian nun schon bei ihr, wurde von ihr von zu Hause aus unterrichtet und von der Außenwelt nahezu isoliert. In ihm haben sich eine Menge Aggression und Wut, aber auch Kreativität und sexuelles Verlangen aufgestaut. Seine Großmutter ist mit dem zunehmenden Wunsch ihres Enkelsohns nach Unabhängigkeit nicht ganz einverstanden.
Nachdem Josephine während einer Tour mit einer kirchlichen Jugendgruppe durch die Kuppel kollabiert, bringt sie Alan, der Führer der Gruppe, ins Krankenhaus. Wie sich herausstellt, hatte sie einen Schlaganfall. Alan bietet Sebastian seine väterliche Unterstützung an und ungeachtet seiner oberflächlich wirkenden Erscheinung hat er ein gutes Gefühl für die Bedürfnisse anderer Menschen und begreift, dass er den schüchternen Jungen nicht allein mit dem Haus lassen kann. Er bemüht sich, dass sich sein herzkranker Sohn Jared und Sebastian anfreunden, doch dieser findet den sonderbaren Jungen anfänglich einfach nur langweilig. Obwohl Jared auf eine Herztransplantation wartet, raucht er ständig. Der 16-Jährige verbringt mehr und mehr Zeit mit Jared in dem großen Haus der Whitcombs in der Vorstadt und findet zunehmend Gefallen an dessen älterer Schwester Meredith. Mehr noch will Sebastian aber etwas über diese seltsame und wunderbare Sache erfahren, die Punk genannt wird, die ihm Jared vorspielt. 
Jared bringt Sebastian alles bei und zeigt ihm, was dieser bisher verpasst hat. Sebastian nimmt Gitarrenunterricht, sie betrinken sich gemeinsam und nachdem sie einen Bass stehlen, gründen die beiden sehr unterschiedlichen Jungen, die nunmehr gute Freunde geworden sind, eine Band, um selbst Punkmusik zu machen. Jared und Sebastian bemerken, dass sie vieles gemeinsam haben und teilen den Wunsch, aus ihren jeweiligen sozialen Gefängnissen auszubrechen. Sebastian wurde in seinem bisherigen Leben durch seine Großmutter von der Außenwelt abgeschirmt, während Jared wegen seiner Herzerkrankung in seinem gesellschaftlichen Leben stark eingeschränkt ist. Er verbrachte daher die meiste Zeit in seinem Zimmer, wo er Musik hörte, um die aufgestauten Gefühle in ihm abzulassen.

## Biografischer Hintergrund

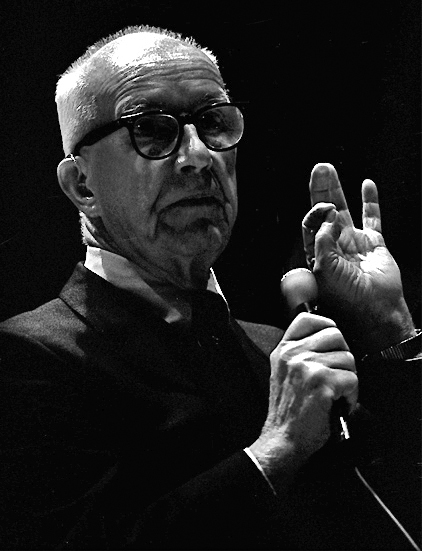
Richard Buckminster Fuller in den 1970er Jahren

Der schrille Klang der Freiheit basiert auf einem Buch von Peter Bognanni, das vom Leben und den Ideen des US-amerikanischen Architekten, Visionärs und Schriftstellers Richard Buckminster Fuller inspiriert ist, von dem Sebastians Großmutter Josephine im Film eine große Verehrerin ist. Für das Buch wurde Bognanni 2010 mit dem Los Angeles Times Book Prize ausgezeichnet.
Fuller stammte aus einer wohlhabenden Familie und sein Cousin war der Journalist und Schriftsteller John Phillips Marquand, der 1938 den Pulitzer-Preis für seinen Roman Der selige Mister Apley erhielt. Im Jahr 1912 begann Fuller ein Studium in Harvard, brach das Studium jedoch ab und wurde Marinesoldat. 1914 lernte Fuller Anne Hewlett, die Tochter des prominenten New Yorker Architekten James Monroe Hewlett, kennen und heiratete sie wenige Jahre später. 1927, im Alter von 32 Jahren war Fuller bankrott und nach dem Tode seines ersten Kindes beschloss er, sein weiteres Leben als Experiment zu verstehen. Er wollte herausfinden, was eine einzelne Person dazu beitragen kann, die Welt zum Nutzen der Menschheit zu verändern. Fuller begann als Architekt zu arbeiten und feierte später große Erfolge mit seinen neuen Gebäudekonzepten, die er unter dem Namen Dymaxion der Öffentlichkeit vorstellte. Bekannt wurde Fuller durch seine Domes oder geodätischen Kuppeln, auch Fuller-Kuppeln genannt, die man meist auf Ausstellungen, in Science-Fiction-Filmen oder als Teil von Militäranlagen sehen kann. Die bekannteste ist die Biosphère, der Ausstellungspavillon der Vereinigten Staaten an der Expo 67 in Montreal. Fuller starb 1983 in Los Angeles.

## Produktion

### Stab und Besetzung
Regie führte Peter Livolsi, der auch Bognanns Buch für den Film adaptierte. Es handelt sich bei Der schrille Klang der Freiheit um Livolsis ersten Spielfilm, bei dem dieser Regie führte und das Drehbuch schrieb. The House of Tomorrow, der Originaltitel seines Films, bezieht sich auf die geodätische Kuppel, in der die Hauptfigur des Films mit seiner Großmutter lebt.
Asa Butterfield spielt im Film den 16-jährigen Sebastian, der bei seiner von Ellen Burstyn gespielten Großmutter Josephine lebt. Alex Wolff übernahm die Rolle von Jared Whitcomb, Maude Apatow die seiner Schwester Meredith, und die Rollen ihrer Eltern wurden mit Nick Offerman und Michaela Watkins besetzt. Fred Armisen ist als Sprecher in den Videos zu hören, die im Film gezeigt werden.

### Dreharbeiten und Filmmusik
Die Dreharbeiten fanden in Minnesota statt, so in North Branch, St. Michael, Robbinsdale und in Minneapolis, wo man unter anderem in Matt's Bar und am dortigen Macalester College in St. Paul drehte, wo Peter Bognanni, der Autor des Buches, auf dem der Film basiert, als Professor tätig ist. Zudem integrierte Livolsi archiviertes Filmmaterial, das Richard Buckminster Fuller zeigt, in Der schrille Klang der Freiheit.
Die Filmmusik komponierte Rob Simonsen. Neben der von Simonsen komponierten Musik wurden mehrere Songs von New-Wave-, Punk- und Hardcore-Punk-Bands in den Film integriert, so von Black Flag, The Stranglers und Wreckless Eric, aber auch von den Stiff Little Fingers und Richard Hell and The Voidoids. Sheri Linden von The Hollywood Reporter erklärt, diese wirkten im Kontrast zur Filmmusik. Auch im Film selbst, so Linden, lege Livolsi großen Wert auf kleine Details, so darauf, wie die beiden jugendlichen Protagonisten mit ihren Instrumenten üben, eigene Texte schreiben und über einen geeigneten Namen für ihre Punk-Band brainstormen. Der Soundtrack soll am 2. Oktober 2018 als Download veröffentlicht werden.

### Veröffentlichung
Der Film feierte am 8. April 2017 im Rahmen des San Francisco International Film Festivals seine Premiere und kam am 27. April 2018 in ausgewählte US-amerikanische Kinos.

## Rezeption

### Kritiken
Der Film wurde von 75 Prozent der Kritiker bei Rotten Tomatoes eher positiv bewertet. Sheri Linden von The Hollywood Reporter spricht von einem selbstbewussten und perfekt besetzen Spielfilmdebüt von Peter Livolsi.

### Auszeichnungen
San Francisco International Film Festival 2017
- Nominierung für den Golden Gate Award – New Director (Peter Livolsi)